# Andrea Tippel
Andrea Tippel (* 31. Oktober 1945 in Hirsau; † 5. April 2012 in Berlin) war eine deutsche Zeichnerin und Autorin.

## Leben und Werk
Andrea Tippel wuchs als die mittlere von drei Schwestern in Bremen auf. Ihre Eltern waren die Architekten Maria Alexandra Mahlberg und Klaus Tippel, ihr Großvater mütterlicherseits der Kunsthistoriker, Architekt und Kurator Paul Mahlberg.
1969 verließ sie das Max-Reinhardt-Seminar in Wien und Berlin als staatlich geprüfte Schauspielerin, danach studierte sie an den Universitäten in Berlin, Hamburg und München Philosophie und Psychologie. Ab 1971 lebte sie in Berlin. Enge Freundschaften unterhielt sie u. a. mit Suzanne Baumann, Peter Brötzmann, Henriette van Egten, Ludwig Gosewitz, Dorothy Iannone, Meret Oppenheim, Dieter Roth, Tomas Schmit und Jan Voss.
Im Laufe der 40 Schaffensjahre konzentrierte sie sich hauptsächlich auf Zeichnungen, aber auch auf Objekte, Komposite, Künstlerbücher, literarische Texte und wenige Ölbilder. Ihre erste Ausstellung fand 1974 gemeinsam mit Tomas Schmit in der Galerie Magers in Bonn statt. Ab 1980 erschienen Künstlerbücher u. a. im Rainer Verlag, Dieter Roth’s Verlag, Edition Marlene Frei und Wiens Verlag, ab 1987 Editionen für verschiedene Galerien.
Tippel übernahm 1997 eine Professur an der Hochschule für Bildende Künste Hamburg, 2000 war sie Gründungsmitglied der Dieter Roth Akademie (DRA). Sie verstarb 2012 in Berlin.
Ihre Arbeiten sind in privaten wie auch öffentlichen Sammlungen vertreten, u. a. im Kupferstichkabinett Berlin und Weserburg Museum für moderne Kunst Bremen, in der Kunsthalle Bremen, Bayerischen Staatsbibliothek München und im Kolumba-Museum Köln.
2021 förderte der Stiftung Kunstfonds die Erstellung eines Werkverzeichnisses, welches seit dem 31. Oktober 2022 auf der Website des Andrea Tippel Archivs öffentlich zugänglich ist.

## Künstlerbücher (Auswahl)
- Auf dem Mahlberg. Rainer Verlag, Berlin 1980.
- reichtum an erfüllung. (Hrsg.: Senator für kulturelle Angelegenheiten und Kunstamt Neukölln) Galerie am Körnerpark Verlag, Berlin 1985.
- Auf Blesshuhnfüssen. Dieter Roth‘s Verlag, Basel 1987.
- Zeichnungenbeschreibungen Teil 1. Galerie und Edition Marlene Frei, Zürich 1989.
- Zenana. Wiens Verlag, Berlin 1990.
- Das Andrea Tippel Heft. Wiens Verlag, Berlin 1992.
- 64 Dramotlette. Maison du Livre d’Art Contemporain, Domart-en-Ponthieu, 1993. Gemeinsam mit Tomas Schmit in: Schreiben / Écrire, Zeichnen / Dessiner, Büchermachen / Faire des Livres, Zeichnungen.
- Ich und Sie. Ein Roman aus dreibuchstabigen Wörtern. Selbstverlag, Berlin 1995ff.
- Selbstportrait als... Selbstverlag, Berlin 1995.
- The Thin King. Selbstverlag, Berlin 2000.
- Jahrbuch I (1989–90). Selbstverlag, Berlin 1989, 2. Auflage 2009.
- Jahrbuch II (1991–92). Selbstverlag, Berlin 2009.
- Jahrbuch III (1994–95). Selbstverlag, Berlin 2009.
- Ich Und Sie. Ein Roman aus dreibuchstabigen Wörtern. Stimme: Andrea Tippel. Herausgegeben von Marc Schulz. 2CDs im Booklet. Tochnit Aleph, Berlin 2019.
- Peculiar Songs. Herausgegeben von Marc Schulz. Vinyl 7″. Edition Telemark, Berlin 2020.
- Klausnerinnenstück. Papierschablone mit dem Schriftzug „Welt“ in Pappschachtel und Textblatt, Auflage: 150 Ex. grass publishers, Brauweiler 2022, ISBN 978-3-946848-19-6.
- Christoph Benjamin Schulz (Hrsg.): Ich Und Sie. Ein Roman aus dreibuchstabigen Wörtern. Mappe mit innenliegender Broschur und einem Textblatt, grass publishers, Brauweiler 2023, ISBN 978-3-946848-28-8.